# Albert Henning
Albert Gustaf Henning (ursprungligen Peterson), född 4 september 1881 i Kristianstad, död 5 december 1963, var en svensk postmästare och författare. 
Henning studerade vid Kristianstads läroverk, blev e.o. postexpeditör 1903, förste postassistent 1927, postmästare 1935, postkontrollant 1936 och åter postmästare 1941.